# Саббатай бен Меір га-Коген
Саббатай бен Меір га-Коген (івр. שבתי כהן; 1621, Амстибово, Велике князівство Литовське, Річ Посполита — 20 лютого 1662 або 1663, Голешов, Моравське маркграфство) — єврейський хроніст, галахіст.

## Біографічні відомості
Народився у місті Амстибово (нині присілок Мстибово у Вовковиському районі Гродненської області в Білорусі), отримав освіту рабина спочатку в Тикоцині, потім Кракові та Любліні. Здобув широке визнання релігійними працями. Був членом церковного суду в місті Вільно (нині Вільнюс).
З 1655 — рабин у Голешові (Моравія).
Автор хроніки «Megillat Ejfa» / «Послання» (Амстердам, 1651), що присвячена подіям козацьких війн 1648—1649 рр. Твір написаний з позицій очевидця, особливу увагу автор приділяє опису трагічної долі єврейської громад в часи Національної революції 1648—1676. До видання хроніки Саббатай долучив також елегії, присвячені тим самим подіям.
Помер у Голешові. Похований на єврейському кладовищі.